# لایون کورپوریشن
ابرشرکت لایِن، (انگلیسی: Lion Corporation) ابرشرکت کالای ژاپنی است، که در سال ۱۹۱۸ تأسیس شد.